# Kašalj (miasto Novi Pazar)
Kašalj (cyr. Кашаљ) – wieś w Serbii, w okręgu raskim, w mieście Novi Pazar. W 2011 roku liczyła 19 mieszkańców.